# NGC 4900
NGC 4900 este o emission-line galaxy⁠(d) situată în constelația Fecioara. A fost descoperită în 30 aprilie 1786 de către William Herschel. Se află la o distanță de 9 megaparseci de Pământ.